# Vindsval
Vindsval är en av gudarna i nordisk mytologi. Det är okänt om han tillhör vanerna eller asarna. I Sången om Vavtrudner så frågar Oden jätten Vavtrudner vem av gudarna som frammanar vintern. Vavtrudner svarar att Vindsval är vinters fader.